# Superstition Mountains

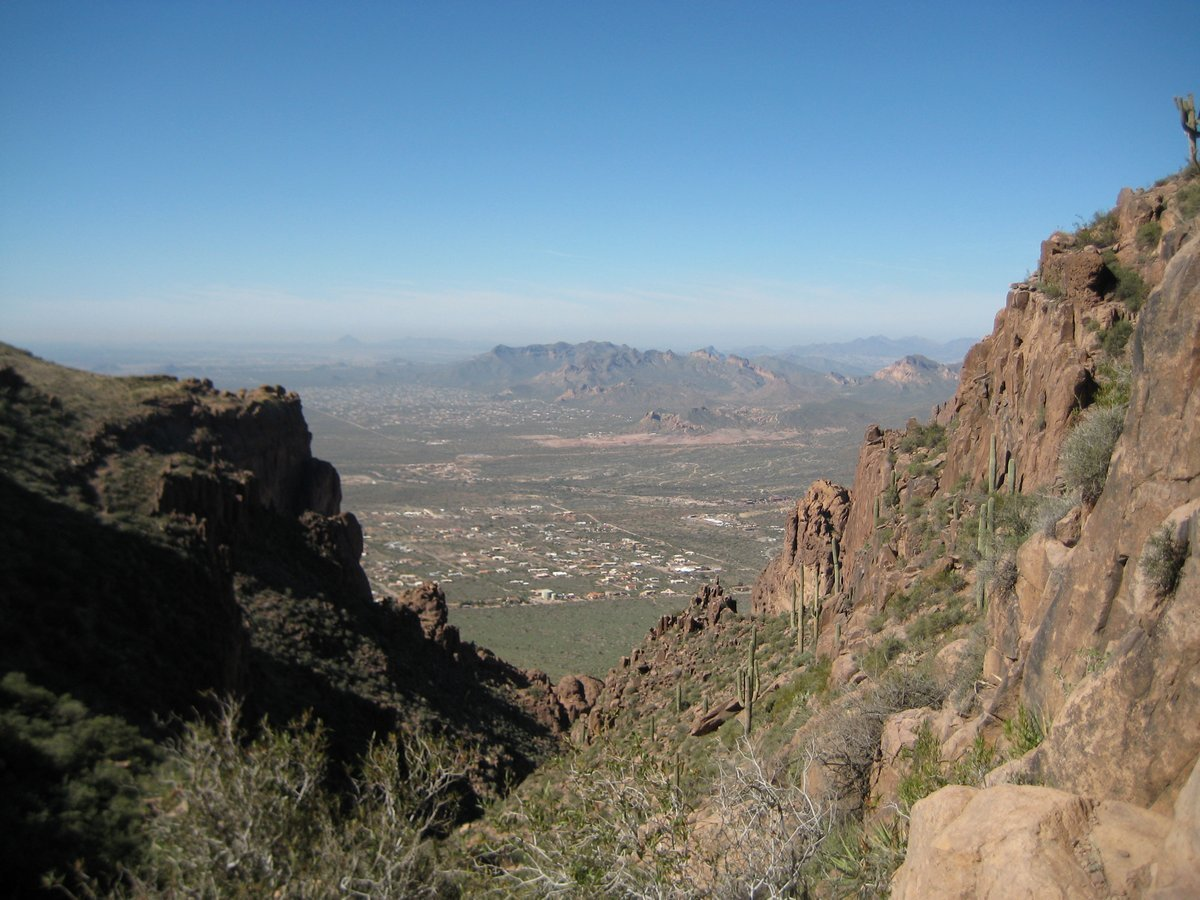
Widok na doliny ze szlaku Flat Iron

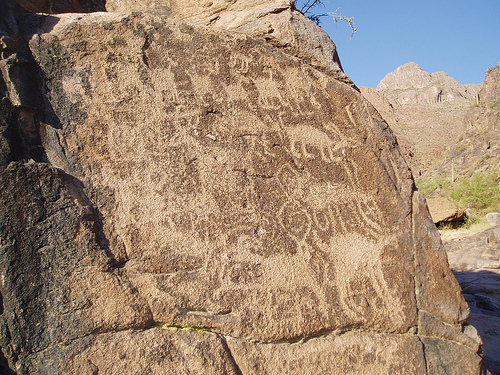
Petroglify w paśmie Superstition

Superstition Mountains, znane też jako The Superstitions bądź The Supes (dosłowne tłumaczenie: „Góry Przesądu”) – pasmo górskie w Arizonie w Stanach Zjednoczonych, położone na wschód od obszaru metropolitalnego Phoenix, popularne miejsce wypoczynku mieszkańców Phoenix. U stóp pasma leży miejscowość Apache Junction.
Pasmo znajduje się na obszarze zarządzanego przez władze federalne rezerwatu Superstition Wilderness Area. Weaver’s Needle, wyróżniająca się turnia pasma, która przyciąga miłośników wspinaczki, położona jest nieco na wschód od głównego szczytu pasma, Superstition Mountain, które odgrywa znaczącą rolę w legendzie opowiadającej o zaginionej kopalni złota. Przez Peralta Canyon, na północnowschodnich stokach góry, wiedzie popularny szlak turystyczny, który wyprowadza zwiedzających na przełęcz Freemonta, skąd można podziwiać malowniczą Weaver’s Needle. Turnia Miner’s Needle to inna wybitna formacja skalna i popularny cel wycieczek.
Podobnie jak większość terenów otaczających metropolię miasta Phoenix, pasmo Superstition Mountains ma klimat pustynny, z wysokimi temperaturami w ciągu lata i niewielkimi rocznymi opadami. Po zachodniej stronie Superstition Mountain znajduje się park stanowy Lost Dutchman (pol. „Zagubiony Holender”), przecięty kilkoma krótkimi szlakami pieszymi.

## Legendy Superstition
Z Superstition Mountains związana jest popularna legenda o zaginionej niemieckiej kopalni złota. Zgodnie z nią pewien imigrant z Niemiec nazwiskiem Jacob Waltz (według innych wersji legendy miał się też nazywać „Walz”, „Wolz”, „Walty”, a nawet „Miller”) odkrył w rejonie Superstition bogate złoże złota i na łożu śmierci w roku 1891 przekazał informację o nim Julii Thomas, właścicielce pensjonatu, która opiekowała się nim w ostatnich latach życia. Na przestrzeni lat wielokrotnie próbowano zlokalizować kopalnię, którą Waltz miał odkryć, ale jak dotąd bez rezultatu. W związku z kilkoma przypadkami śmierci poszukiwaczy popularna wieść głosi, że kopalnią władają upiory albo też pilnują jej nieznani tajemniczy strażnicy, którzy pragną zachować miejsce lokalizacji w tajemnicy.
Niektórzy Indianie z plemienia Apaczów wierzą, że w Superstition Mountains znajduje się dziura łącząca nasz świat z „dolnym światem”, a wiatr wiejący z owej dziury ma powodować gwałtowne i niszczące burze piaskowe na obszarach Arizony i Nowego Meksyku.

## Pobliskie miasta
- Apache Junction
- Tortilla Flat
- Superior
- Phoenix